# Skarnsundbroen
Skarnsundbroen er en skråstagsbro, som forbinder kommunerne Mosvik og Inderøy i Trøndelag fylke i Norge og går over Skarnsundet i Trondheimsfjorden som en del af riksvei 755. Skarnsundet forbinder Trondheimsfjorden med Beitstadfjorden, mens broen forbinder Innherred med Fosen.
Skarnsundbroen var ved åbningen verdens længste skråstagsbro i beton.
Skarnsundbroen blev i 2002 foreslået fredet i Nasjonal verneplan for veger, bruer og vegrelaterte kulturminner. Riksantikvaren fredede broen den 17. april 2008.

## Historie
Byggeriet startede vinteren 1989, og broen blev åbnet af kong Harald 5. den 19. december 1991 på rastepladsen ved vestfoden af broen på Mosviksiden, hvor «Kongestenen» med kongens signatur er. Det oprindelige anlægsarbejde indbefattede også bygning af 1,6 km ny vej.
Færgeforbindelsen mellem Vangshylla på Inderøysiden og Kjerringvik på Mosviksiden blev nedlagt, da broen åbnede. Færgen havde afgang én gang i timen fra hver side og blev drevet af selskabet Innherredsferga, (som nu er en del av Fosen Trafikklag, og som fortsat driver færgen mellem Levanger og Ytterøy).

## Økonomi
Totalt kostede broen 219 millioner kroner, hvoraf 30% skulle afdrages med bompenge. Bompengene blev opkrævet på Inderøysiden af selskabet AS Skarnsundbrua. Sidste dag for opkrævning af bompenge var 24. maj 2007, næsten tre år før oprindelig budgetteret.

## Konstruktion
Da broen blev åbnet, blev den kåret til den skråstagsbro i verden, som havde det længste hovedspænd. Broen mistede denne betegnelse, efter at Tatara-broen i Japan blev færdigbygget i 1999.
Broen har en udpreget slankhed i horisontalplanet og har en total brobredde på 13 m. Brooverbygningen er formet som et kassetværsnit. Tårnene er A-formede.
De 208 kabler på tilsammen 33 km vejer 1.030 ton. Kablerne, som har en diameter på mellem 52 mm og 85 mm, kan om nødvendigt udskiftes enkeltvis. Kablerne er beskyttet med etkorrosionshindrende middel, galvanisering og maling.
Broen er fundamenteret i fjeldet under havbunden under hvert tårn. Fundamenteringsdybden er maksimum ca. 16 m ved østre tårn og ca. 27 m ved vestre tårn.
Broen er bygget til at tåle vindstød på op mod 48,5 m/s – hvilket svarer til en hundredårsstorm – og er kontrolregnet for jordskælv.

## Udmærkelser
Skarnsundbrua har fået flere priser, blandt andet «Vakre Vegers Pris», «Vegdirektørens pris», «Betongtavlen -92» og «FIP Award» (international betonpris).

## Eksterne kilder og henvisninger
- Wikimedia Commons har flere filer relateret til Skarnsundbroen

1. ↑  Nasjonal verneplan for veger, bruer og vegrelaterte kulturminner Arkiveret 30. oktober 2007 hos  Wayback Machine (se avsnitt om Skarnsundet bru)
2. ↑  Riksantikvaren: Forskrift om fredning av broer i Statens vegvesens eie
3. ↑  "Trønder-Avisa: «Bompengestopp tre år før tida»". Arkiveret fra originalen 27. september 2007. Hentet 25. april 2021.
4. ↑  "Arkiveret kopi". Arkiveret fra originalen 28. september 2007. Hentet 9. marts 2010.

- Private billeder af broen (Webside ikke længere tilgængelig)
- Mosvik kommune – Flyfoto av Skarnsundet med broen (Webside ikke længere tilgængelig)